# Città statutaria
Una città statutaria (in tedesco Statutarstadt - usato in Austria; in ceco Statutární město usato nella Repubblica Ceca) è una città con un sistema legislativo proprio o uno statuto cittadino. 

## Austria
In Austria una città può richiedere lo status di città statutaria se ha più di 20 000 abitanti, lo status è concesso dal governo federale e dal governo dello stato di appartenenza. Vi sono alcune città statutarie di dimensioni minori che mantengono questo status in virtù di eventi storici, in particolare Eisenstadt e Rust, che in passato erano città libere del regno di Ungheria e mantennero il loro statuto dopo il 1921. Anche altre città oggi estere godevano di questa condizione ai tempi della loro sudditanza austriaca, come nel caso della città imperiale di Trieste e Bolzano. Durante l'occupazione tedesca le città statutarie furono chiamate aree urbane e persero i loro diritti particolari. 
Attualmente le città statutarie, oltre all'amministrazione locale, sono responsabili dell'amministrazione del distretto.
Le città statutarie dell'Austria sono:
- Eisenstadt (dal 1921, città libera dal 1648)
- Graz
- Innsbruck
- Klagenfurt am Wörthersee (dal 1850)
- Krems an der Donau (dal 1938)
- Linz (dal 1866)
- Rust (dal 1921, città libera dal 1681)
- Salisburgo (dal 1869)
- Sankt Pölten (dal 1922)
- Steyr (dal 1867)
- Villaco (dal 1932)
- Waidhofen an der Ybbs (dal 1868)
- Wels (dal 1964)
- Vienna (dal 1850)
- Wiener Neustadt (dal 1866)

## Repubblica Ceca
Le città statuarie in Repubblica Ceca sono:
- Brno
- České Budějovice
- Děčín
- Frýdek-Místek
- Havířov
- Hradec Králové
- Chomutov
- Jihlava
- Karlovy Vary
- Karviná
- Kladno
- Liberec
- Mladá Boleslav
- Most
- Olomouc
- Opava
- Ostrava
- Pardubice
- Plzeň
- Praga (de facto)
- Přerov
- Teplice
- Třinec
- Ústí nad Labem
- Zlín